# ARP
 (енгл. Address Resolution Protocol) је протокол другог слоја ОСИ референтног модела, дефинише методе налажења физичке адресе корисника на основу познате мрежне адресе. С обзиром на најширу употребу интернет протокола као проткола адресирања слоја мреже и ethernetа као протокола најнижа два слоја, ARP има најширу примену при мапирању MAC адресе са IP адресом. Описан је у RFC документу под редним бројем 826.